# Trypauchenichthys
Trypauchenichthys is een geslacht van straalvinnige vissen uit de familie van grondels (Gobiidae).

## Soorten
- Trypauchenichthys larsonae Murdy, 2008
- Trypauchenichthys sumatrensis Hardenberg, 1931
- Trypauchenichthys typus Bleeker, 1860